# In the Days of the Thundering Herd
In the Days of the Thundering Herd (Brasil: Para a Terra do Ouro ) é um filme dos Estados Unidos de 1914, do gênero faroeste, dirigido por Colin Campbell e Francis J. Grandon.
O filme mudo foi relançado nos Estados Unidos como The Thundering Herd, em agosto de 1915.

## Elenco
- Tom Mix ... Tom Mingle
- Bessie Eyton ... Sally Madison
- Wheeler Oakman ... Chefe Swift Wing
- Red Wing ... Starlight
- John Bowers ... Dick Madison